# Französische Rugby-Union-Meisterschaft 1969/70
Die Saison 1969/70 war die 71. Austragung der französischen Rugby-Union-Meisterschaft (französisch Championnat de France de rugby à XV). Sie umfasste 64 Mannschaften in der ersten Division (heutige Top 14).
Die Meisterschaft begann mit der Gruppenphase, bei der in acht Gruppen je acht Mannschaften gegeneinander antraten. Die Erst- bis Viertplatzierten jeder Gruppe zogen in die Finalphase ein, während die Achtplatzierten in die zweite Division absteigen mussten. Es folgten Sechzehntel-, Achtel-, Viertel- und Halbfinale. Im Endspiel, das am 17. Mai 1970 im Stadium Municipal in Toulouse stattfand, trafen die zwei Halbfinalsieger aufeinander und spielten um den Bouclier de Brennus. Dabei setzte sich La Voulte Sportif gegen die AS Montferrand durch und errang den einzigen Meistertitel der Vereinsgeschichte.

## Gruppenphase
|    | Team              | Siege | Unent. | Ndlg. | Spiel- punkte | Diff. | Tabellen- punkte |
| -- | ----------------- | ----- | ------ | ----- | ------------- | ----- | ---------------- |
| 1. | AS Béziers        | 12    | 0      | 2     | 352:100       | + 252 | 38               |
| 2. | CA Bègles         | 11    | 0      | 3     | 251:123       | + 128 | 36               |
| 3. | Stade Beaumontois | 9     | 2      | 3     | 219:104       | + 115 | 34               |
| 4. | SC Angoulême      | 6     | 0      | 8     | 105:146       | − 41  | 26               |
| 5. | US Carmaux        | 3     | 3      | 8     | 67:220        | − 153 | 23               |
| 6. | US Oyonnax        | 4     | 1      | 9     | 99:195        | − 96  | 23               |
| 7. | Castres Olympique | 4     | 1      | 9     | 114:215       | − 101 | 23               |
| 8. | CO Le Creusot     | 2     | 3      | 9     | 79:183        | − 104 | 21               |

|    | Team                  | Siege | Unent. | Ndlg. | Spiel- punkte | Diff. | Tabellen- punkte |
| -- | --------------------- | ----- | ------ | ----- | ------------- | ----- | ---------------- |
| 1. | Stade Toulousain      | 12    | 1      | 1     | 219:102       | + 117 | 39               |
| 2. | Biarritz Olympique    | 8     | 2      | 4     | 145:124       | + 21  | 32               |
| 3. | Racing Club de France | 7     | 2      | 5     | 176:140       | + 36  | 30               |
| 4. | US Quillan            | 7     | 0      | 7     | 173:124       | + 49  | 28               |
| 5. | SO Chambéry           | 6     | 1      | 7     | 122:140       | − 18  | 27               |
| 6. | US Bergerac           | 5     | 1      | 8     | 98:198        | − 100 | 25               |
| 7. | UA Gaillac            | 4     | 1      | 9     | 99:159        | − 60  | 23               |
| 8. | SC Mazamet            | 3     | 0      | 11    | 90:135        | − 45  | 20               |

|    | Team               | Siege | Unent. | Ndlg. | Spiel- punkte | Diff. | Tabellen- punkte |
| -- | ------------------ | ----- | ------ | ----- | ------------- | ----- | ---------------- |
| 1. | RC Toulon          | 11    | 0      | 3     | 293:106       | + 187 | 36               |
| 2. | CA Brive           | 9     | 0      | 5     | 213:118       | + 95  | 32               |
| 3. | FC Auch            | 9     | 0      | 5     | 181:136       | + 45  | 32               |
| 4. | FC Lourdes         | 9     | 0      | 5     | 143:104       | + 39  | 32               |
| 5. | Valence Sportif    | 6     | 0      | 8     | 139:155       | − 16  | 26               |
| 6. | TOEC               | 4     | 1      | 9     | 118:188       | − 70  | 23               |
| 7. | Stade Lavelanétien | 4     | 1      | 9     | 84:248        | − 164 | 23               |
| 8. | JO Prades          | 3     | 0      | 11    | 96:212        | − 116 | 20               |

|    | Team                      | Siege | Unent. | Ndlg. | Spiel- punkte | Diff. | Tabellen- punkte |
| -- | ------------------------- | ----- | ------ | ----- | ------------- | ----- | ---------------- |
| 1. | US Dax                    | 8     | 2      | 4     | 204:117       | + 87  | 32               |
| 2. | La Voulte Sportif         | 8     | 2      | 4     | 181:141       | + 40  | 32               |
| 3. | ES Avignon Saint-Saturnin | 8     | 1      | 5     | 163:135       | + 28  | 31               |
| 4. | US Tyrosse                | 6     | 2      | 6     | 133:110       | + 23  | 28               |
| 5. | SC Tulle                  | 7     | 0      | 7     | 143:148       | − 5   | 28               |
| 6. | US Fumel Libos            | 6     | 0      | 8     | 109:142       | − 33  | 26               |
| 7. | Stade Aurillacois         | 4     | 2      | 8     | 103:141       | − 38  | 24               |
| 8. | RC Chalon                 | 3     | 3      | 8     | 109:211       | − 102 | 23               |

|    | Team             | Siege | Unent. | Ndlg. | Spiel- punkte | Diff. | Tabellen- punkte |
| -- | ---------------- | ----- | ------ | ----- | ------------- | ----- | ---------------- |
| 1. | RC Narbonne      | 14    | 0      | 0     | 352:88        | + 264 | 42               |
| 2. | CA Périgueux     | 9     | 0      | 5     | 173:166       | + 7   | 31               |
| 3. | Aviron Bayonnais | 8     | 1      | 5     | 222:145       | + 77  | 31               |
| 4. | Stade Dijonnais  | 8     | 1      | 5     | 144:146       | − 2   | 31               |
| 5. | FC Oloron        | 6     | 2      | 6     | 129:132       | − 3   | 28               |
| 6. | Cahors Rugby     | 4     | 1      | 9     | 147:188       | − 41  | 23               |
| 7. | CS Vienne        | 2     | 2      | 10    | 93:208        | − 115 | 20               |
| 8. | AS Saint-Junien  | 1     | 1      | 12    | 101:288       | − 187 | 17               |

|    | Team                 | Siege | Unent. | Ndlg. | Spiel- punkte | Diff. | Tabellen- punkte |
| -- | -------------------- | ----- | ------ | ----- | ------------- | ----- | ---------------- |
| 1. | SC Graulhet          | 12    | 1      | 1     | 167:74        | + 93  | 39               |
| 2. | US Cognac            | 9     | 1      | 4     | 155:94        | + 61  | 33               |
| 3. | AS Montferrand       | 9     | 1      | 4     | 142:105       | + 37  | 33               |
| 4. | FC Grenoble          | 7     | 1      | 6     | 148:94        | + 54  | 29               |
| 5. | US Montauban         | 5     | 1      | 8     | 103:169       | − 66  | 25               |
| 6. | Saint-Jean-de-Luz OR | 4     | 2      | 8     | 103:147       | − 44  | 24               |
| 7. | Stade Bagnérais      | 4     | 1      | 9     | 142:160       | − 18  | 23               |
| 8. | CA Castelsarrasin    | 2     | 0      | 12    | 79:196        | − 117 | 18               |

|    | Team               | Siege | Unent. | Ndlg. | Spiel- punkte | Diff. | Tabellen- punkte |
| -- | ------------------ | ----- | ------ | ----- | ------------- | ----- | ---------------- |
| 1. | Section Paloise    | 9     | 3      | 2     | 204:115       | + 89  | 35               |
| 2. | Stadoceste Tarbais | 9     | 2      | 3     | 216:129       | + 87  | 34               |
| 3. | SA Condom          | 7     | 3      | 4     | 132:117       | + 15  | 31               |
| 4. | Stade Montois      | 7     | 1      | 6     | 205:162       | + 43  | 29               |
| 5. | US Romans          | 7     | 0      | 7     | 130:132       | − 2   | 28               |
| 6. | USA Perpignan      | 5     | 2      | 7     | 169:152       | + 17  | 26               |
| 7. | SA Mauléon         | 4     | 0      | 10    | 92:207        | − 115 | 22               |
| 8. | SC Albi            | 1     | 3      | 10    | 77:211        | − 134 | 19               |

|    | Team                  | Siege | Unent. | Ndlg. | Spiel- punkte | Diff. | Tabellen- punkte |
| -- | --------------------- | ----- | ------ | ----- | ------------- | ----- | ---------------- |
| 1. | SU Agen               | 14    | 0      | 0     | 388:61        | + 327 | 42               |
| 2. | Stade Rochelais       | 8     | 1      | 5     | 162:113       | + 49  | 31               |
| 3. | RC Vichy              | 8     | 0      | 6     | 205:175       | + 30  | 30               |
| 4. | CA Lannemezan         | 7     | 1      | 6     | 104:174       | − 70  | 29               |
| 5. | US Bressane           | 7     | 0      | 7     | 129:133       | − 4   | 28               |
| 6. | Paris Université Club | 5     | 0      | 9     | 99:203        | − 104 | 24               |
| 7. | FC Saint-Claude       | 3     | 2      | 9     | 87:174        | − 87  | 22               |
| 8. | US Foix               | 2     | 0      | 12    | 68:209        | − 141 | 18               |

## Finalphase

### 1/16-Finale
| Datum         | Begegnung                            | Ergebnis |
| ------------- | ------------------------------------ | -------- |
| 22. März 1970 | SU Agen – SC Angoulême               | 27:03    |
| 22. März 1970 | Stade Beaumontois – Stade Rochelais  | 08:03    |
| 22. März 1970 | FC Auch – US Dax                     | 11:03    |
| 22. März 1970 | Racing Club de France – CA Bègles    | 26:13    |
| 22. März 1970 | La Voulte Sportif – Aviron Bayonnais | 09:03    |
| 22. März 1970 | SC Graulhet – US Quillan             | 13:12    |
| 22. März 1970 | CA Brive – ES Avignon Saint-Saturnin | 08:06    |
| 22. März 1970 | AS Béziers – CA Lannemezan           | 29:06    |
| 22. März 1970 | AS Montferrand – CA Périgueux        | 18:06    |
| 22. März 1970 | RC Narbonne – US Tyrosse             | 09:03    |
| 22. März 1970 | Section Paloise – Stade Dijonnais    | 24:17    |
| 22. März 1970 | RC Vichy – Stadoceste Tarbais        | 12:09    |
| 22. März 1970 | FC Grenoble – RC Toulon              | 17:12    |
| 22. März 1970 | US Cognac – SA Condom                | 16:03    |
| 22. März 1970 | Stade Toulousain – Stade Montois     | 41:06    |
| 22. März 1970 | Biarritz Olympique – FC Lourdes      | 16:15    |

### Achtelfinale
| Datum          | Begegnung                             | Ergebnis |
| -------------- | ------------------------------------- | -------- |
| 12. April 1970 | SU Agen – Stade Beaumontois           | 11:0     |
| 12. April 1970 | FC Auch – Racing Club de France       | 08:3     |
| 12. April 1970 | La Voulte Sportif – SC Graulhet       | 24:3     |
| 12. April 1970 | CA Brive – AS Béziers                 | 17:9     |
| 12. April 1970 | AS Montferrand – RC Narbonne          | 12:3     |
| 12. April 1970 | Section Paloise – RC Vichy            | 08:0     |
| 12. April 1970 | FC Grenoble – US Cognac               | 08:6     |
| 12. April 1970 | Stade Toulousain – Biarritz Olympique | 20:5     |

### Viertelfinale
| Datum          | Begegnung                        | Ergebnis |
| -------------- | -------------------------------- | -------- |
| 26. April 1970 | SU Agen – FC Auch                | 19:0     |
| 26. April 1970 | La Voulte Sportif – CA Brive     | 18:08    |
| 26. April 1970 | AS Montferrand – Section Paloise | 14:11    |
| 26. April 1970 | FC Grenoble – Stade Toulousain   | 12:05    |

### Halbfinale
| Datum       | Begegnung                    | Ergebnis |
| ----------- | ---------------------------- | -------- |
| 2. Mai 1970 | AS Montferrand – FC Grenoble | 11:3     |
| 2. Mai 1970 | La Voulte Sportif – SU Agen  | 09:3     |

### Finale
| 17. Mai 1970 | La Voulte Sportif    | 3 : 0         | AS Montferrand | Stadium Municipal, Toulouse Zuschauer: 35.000 Schiedsrichter: Francis Galonnier |
| 17. Mai 1970 | Versuche: Vialar (1) | (3:0) Bericht |                | Stadium Municipal, Toulouse Zuschauer: 35.000 Schiedsrichter: Francis Galonnier |

Aufstellungen
La Voulte Sportif: Guy Camberabero, Lilian Camberabero, Roger Cance, Nicolas De Grégorio, Serge Deguerce, Paul Digonnet, André Duboué, André Laréal, Jean-Claude Noble, André Faillon, André Roux, Michel Savitsky, Lionel Vialar, Renaud Vialar, Michel Vusec
AS Montferrand: Robert Boisson, Henri Bourdillon, Paul Cieply, Bernard Combeuil, Louis Coudeyre, Guy Darbas, Jean-Jacques Desvernois, Jean-Claude Jeammes, Yvan Lasserre, Alain Périn, Jacques Pineau, Gilbert Prat, Guy Pujol, Jacques Rougerie, Marcel Thomas